# Газела доркас
Газела доркас (Gazella dorcas) е вид бозайник от семейство кухороги, живеещ в Северна Африка и Близкия изток. Доркас е сравнително дребна газела с височина 55-65 cm, дължина 90-110 cm и тегло от 15-20 kg. Видът обитава открити пасища, степи, уади, планински пустинни и полупустинни обитания. Въпреки огромния ареал на разпространение видът е представен едва с 35-40 хиляди екземпляра в дивата природа. Думата доркас е с гръцки произход и се превежда като газела. Самата дума газела идва от арабската ghazal.

## Външен вид
Газелата доркас е сходна по външен вид, но по-дребна от родствената обикновена газела. Представителите на вида имат по-дълги уши и по-силно извити рога, които в основата растат навън, по-нагоре се извиват навътре и леко назад с насочени един към друг върхове. Представителите от подвида Gazella dorcas osiris в Сахара имат много бледа светлобежова козина. Долната част на тялото е бяла, граничи с кафява лента над която има пясъчна ивица. Челото и лицето са по-тъмни от основния цвят на тялото. Подвидовете срещани на север от Сахара са с по-тъмен цвят охра и тъмни хълбоци и ивици на лицето. Екземплярите от Израел и в района на Червено море са по-тъмни и по-червеникави.

## Подвидове
- Gazella dorcas beccari, Еритрейски подвид
- Gazella dorcas dorcas, Египетски подвид
- Gazella dorcas isabella
- Gazella dorcas massaesyla, Марокански подвид
- Gazella dorcas osiris, Сахарски и Субсахарски подвид
- Gazella dorcas pelzelni

## Начин на живот и разпространение
Газелите доркас обитават Северна Африка в района на Сахара от Атлантическото крайбрежие до Еритрея и Джибути. На север през Египет ареалът преминава в Израел, Йордания и Ирак. Срещат се и в Йемен. Най-многобройни са популациите в Израел, в пустинята Негев, Йордания (в Арава), Судан и в пустинните райони източно от Нил.
Доркас е силно адаптирана към условията на пустинята. През целия си живот могат да не консумират вода, поради факта, че могат да набавят живителната течност изцяло от растенията, с които се хранят. Те са в състояние да издържат на високи температури, но когато е много горещо активността им е в часовете на зазоряване, привечер и през нощта. В районите, където са застрашени от бракониери и заплахи от хората са склонни да бъдат активни само през нощта, за да сведат до минимум риска от среща с хората. Тези газели се хранят с листа, цветове и шушулки на много видове акациеви дървета, както и листа, клони и плодове на различни храсти. За да достигнат по-питателна храна могат да стоят изправени само на задните си крайници. Газелите могат да бягат със скорост до 65 km/h, а когато са застрашени вдигат нагоре опашката и започват да подскачат с високо вдигната глава за да обявят, че са видели хищник.

## Размножаване и естествени врагове
Когато условията са тежки доркас живеят на двойки, но когато условията са по-благоприятни те се обединяват в по-големи стада с един възрастен мъжки и няколко женски и малки. По време на размножителния период самците са териториални и маркират ареала си, в който се чифтосват в периода от септември до ноември. Бременността продължава шест месеца, раждат по едно. В Алжир са наблюдавани и по две малки на газела. При раждането новороденото е добре развито. В рамките на първия час след няколко опита се изправя на крака. В първите седмици обаче лежи свито на земята или е скрито под храсти, докато майката пасе наблизо. Скоро след това започват да следват майка си като започват да пасат редом с нея. След около три месеца малките газели биват напълно отбити.
Числеността на тази газела е намаляла значително в целия ареал на разпространение. Естествените хищници, които ловуват и се хранят с него са гепарди, леопарди, лъвове, но поради това, че и техните местообитания са също ограничени това все по-рядко се случва. По-дребните котки като сервала и каракала също са заплаха за представителите. Основната заплаха обаче днес е все по-бързото разширяване на човешките селища, които ограничават местообитанията на газелите. Хората преобразуват земята в земеделски площи за отглеждане на култури, пасат добитък, който изчерпва бързо ограничените хранителните запаси ценни за газелите.